# Melba quercae
Melba quercae är en skalbaggsart som beskrevs av Chandler 1985. Melba quercae ingår i släktet Melba och familjen kortvingar. Inga underarter finns listade i Catalogue of Life.